# Parectopa toxomacha
Parectopa toxomacha är en fjärilsart som först beskrevs av Edward Meyrick 1883.  Parectopa toxomacha ingår i släktet Parectopa och familjen styltmalar. Inga underarter finns listade i Catalogue of Life.